# Чемпіонат Європи з легкої атлетики в приміщенні 2025
Чемпіонат Європи з легкої атлетики в приміщенні 2025 відбувся 6-9 березня в Апелдорні в Палаці спорту.
Про надання Апелдорну права проводити чемпіонат було анонсовано 6 травня 2022.

## Призери

### Чоловіки
| Дисципліни            | Золото                                                            | Золото        | Срібло                                                              | Срібло         | Бронза                                                             | Бронза     |
| --------------------- | ----------------------------------------------------------------- | ------------- | ------------------------------------------------------------------- | -------------- | ------------------------------------------------------------------ | ---------- |
| 60 метрів             | Джеремая Азу Велика Британія                                      | 6,49 PB       | Генрік Ларссон Швеція                                               | 6,52 NR        | Ендрю Робертсон Велика Британія                                    | 6,55 SB    |
| 400 метрів            | Аттіла Мольнар Угорщина                                           | 45,25         | Максиміліан Швед Польща                                             | 45,31 EU23R NR | Джимі Судріль Франція                                              | 45,59 PB   |
| 800 метрів            | Семюел Чепл Нідерланди                                            | 1.44,88 NR    | Еліот Крестан Бельгія                                               | 1.44,92        | Марк Інгліш Ірландія                                               | 1.45,46    |
| 1500 метрів           | Якоб Інгебрігтсен Норвегія                                        | 3.36,56       | Азеддін Абз Франція                                                 | 3.36,92        | Ісаак Надер Португалія                                             | 3.37,10    |
| 3000 метрів           | Якоб Інгебрігтсен Норвегія                                        | 7.48,37 SB    | Джордж Міллс Велика Британія                                        | 7.49,41        | Азеддін Абз Франція                                                | 7.50,48    |
| 60 метрів з бар'єрами | Якуб Шиманський Польща                                            | 7,43          | Вієм Белосян Франція                                                | 7,45           | Жуст Квау-Мате Франція                                             | 7,50       |
| 4×400 метрів          | НідерландиЮджин Омалла Нік Смідт Ісая Клейн Іккінк Тоні ван Діпен | 3.04,95       | ІспаніяМаркель Фернандес Мануель Гіхарро Оскар Усільйос Бернат Ерта | 3.05,18 NR     | БельгіяЖульєн Ватрен Крістіан Ігуасель Флоран Мабіль Йонатан Сакор | 3.05,18 SB |
| Стрибки у висоту      | Олег Дорощук Україна                                              | 2,34 WL PB    | Ян Штефела Чехія                                                    | 2,29           | Маттео Сіолі Італія                                                | 2,29 PB    |
| Стрибки з жердиною    | Еммануїл Караліс ГреціяМенно Влон Нідерланди                      | 5,90          | не вручалась                                                        |                | Сондре Гуттормсен Норвегія                                         | 5,90 SB    |
| Стрибки в довжину     | Божидар Сарибоюков Болгарія                                       | 8,13          | Маттія Фурлані Італія                                               | 8,12           | Лестер Лескай Іспанія                                              | 8,12 SB    |
| Потрійний стрибок     | Анді Діас Італія                                                  | 17,71 WL      | Макс Гесс Німеччина                                                 | 17,43 SB       | Андреа Даллавалле Італія                                           | 17,19      |
| Штовхання ядра        | Андрей Тоадер Румунія                                             | 21,27 NR      | Віктор Петерссон Швеція                                             | 21,04          | Томаш Станек Чехія                                                 | 20,75      |
| Семиборство           | Сандер Скотхейм Норвегія                                          | 6558 ER CR WL | Зімон Егаммер Швейцарія                                             | 6506 NR        | Тіль Штайнфорт Німеччина                                           | 6388 NR    |

### Жінки
| Дисципліни            | Золото                                                      | Золото           | Срібло                                                            | Срібло     | Бронза                                                                     | Бронза     |
| --------------------- | ----------------------------------------------------------- | ---------------- | ----------------------------------------------------------------- | ---------- | -------------------------------------------------------------------------- | ---------- |
| 60 метрів             | Зайнаб Доссо Італія                                         | 7,01 WL NR       | Муджинга Камбунджі Швейцарія                                      | 7,02 SB    | Патріція ван дер Векен Люксембург                                          | 7,06 NR    |
| 400 метрів            | Ліке Клавер Нідерланди                                      | 50,38            | Генрієтте Єгер Норвегія                                           | 50,45      | Паула Севілья Іспанія                                                      | 50,99 =NR  |
| 800 метрів            | Анна Вельгош Польща                                         | 2.02,09          | Клара Ліберман Франція                                            | 2.02,32    | Аніта Горват Словенія                                                      | 2.02,52    |
| 1500 метрів           | Агат Гіємо Франція                                          | 4.07,23          | Саломе Афонсу Португалія                                          | 4.07,66    | Реві Волкотт-Нолан Велика Британія                                         | 4.08,45    |
| 3000 метрів           | Сара Гілі Ірландія                                          | 8.52,86          | Мелісса Кортні-Браянт Велика Британія                             | 8.52,92    | Саломе Афонсу Португалія                                                   | 8.53,42    |
| 60 метрів з бар'єрами | Дітаджі Камбунджі Швейцарія                                 | 7,67 ER CR       | Надін Віссер Нідерланди                                           | 7,72 NR    | Пія Скшишовська Польща                                                     | 7,83 SB    |
| 4×400 метрів          | НідерландиЛіке Клавер Ніна Франке Кателейн Петерс Фемке Бол | 3.24,34 CR WL NR | Велика БританіяЛіна Нільсен Ханна Келлі Емілі Ньюнем Амбер Аннінг | 3.24,89 NR | ЧехіяЛада Вондрова Ніколета Їхова Тереза Петржилкова Лурдес Глорія Мануель | 3.25,81 NR |
| Стрибки у висоту      | Ярослава Магучіх Україна                                    | 1,99             | Ангеліна Топич Сербія                                             | 1,95       | Енгла Нільссон Швеція                                                      | 1,92 PB    |
| Стрибки з жердиною    | Ангеліка Мозер Швейцарія                                    | 4,80             | Тіна Шутей Словенія                                               | 4,75       | Марі-Жулі Боннен Франція                                                   | 4,70       |
| Стрибки в довжину     | Ларісса Япікіно Італія                                      | 6,94 SB          | Аннік Келін Швейцарія                                             | 6,90 NR    | Малайка Мігамбо Німеччина                                                  | 6,88       |
| Потрійний стрибок     | Ана Пелетейро-Компаоре Іспанія                              | 14,37            | Діана Ана Марія Йон Румунія                                       | 14,31 PB   | Сенні Салмінен Фінляндія                                                   | 13,99      |
| Штовхання ядра        | Джессіка Схілдер Нідерланди                                 | 20,69 WL NR      | Ємісі Огунлеє Німеччина                                           | 19,56      | Оріоль Донгмо Португалія                                                   | 19,26 SB   |
| П'ятиборство          | Сага Ваннінен Фінляндія                                     | 4922 EU23R WL NR | Софі Доктер Нідерланди                                            | 4826 PB    | Кейт О'Коннор Ірландія                                                     | 4781 NR    |

### Змішана дисципліна
| Дисципліна   | Золото                                                       | Золото     | Срібло                                                          | Срібло  | Бронза                                                                 | Бронза  |
| ------------ | ------------------------------------------------------------ | ---------- | --------------------------------------------------------------- | ------- | ---------------------------------------------------------------------- | ------- |
| 4×400 метрів | НідерландиНік Смідт Евеліне Салберг Тоні ван Діпен Фемке Бол | 3.15,63 CR | БельгіяЖульєн Ватрен Імке Вервет Крістіан Ігуасель Елена Понетт | 3.16,19 | Велика БританіяАластер Чалмерс Емілі Ньюнем Джошуа Фоулдс Ліна Нільсен | 3.16,49 |

## Медальний залік
| Місце               | Країна              | Золото | Срібло | Бронза | Загалом |
| ------------------- | ------------------- | ------ | ------ | ------ | ------- |
| 1                   | Нідерланди          | 7      | 2      | 0      | 9       |
| 2                   | Італія              | 3      | 1      | 2      | 6       |
| 3                   | Норвегія            | 3      | 1      | 1      | 5       |
| 4                   | Швейцарія           | 2      | 3      | 0      | 5       |
| 5                   | Польща              | 2      | 1      | 1      | 4       |
| 6                   | Україна             | 2      | 0      | 0      | 2       |
| 7                   | Франція             | 1      | 3      | 4      | 8       |
| 8                   | Велика Британія     | 1      | 3      | 3      | 7       |
| 9                   | Іспанія             | 1      | 1      | 2      | 4       |
| 10                  | Румунія             | 1      | 1      | 0      | 2       |
| 11                  | Ірландія            | 1      | 0      | 2      | 3       |
| 12                  | Фінляндія           | 1      | 0      | 1      | 2       |
| 13                  | Болгарія            | 1      | 0      | 0      | 1       |
| 13                  | Греція              | 1      | 0      | 0      | 1       |
| 13                  | Угорщина            | 1      | 0      | 0      | 1       |
| 16                  | Німеччина           | 0      | 2      | 2      | 4       |
| 17                  | Бельгія             | 0      | 2      | 1      | 3       |
| 17                  | Швеція              | 0      | 2      | 1      | 3       |
| 19                  | Португалія          | 0      | 1      | 3      | 4       |
| 20                  | Чехія               | 0      | 1      | 2      | 3       |
| 21                  | Словенія            | 0      | 1      | 1      | 2       |
| 22                  | Сербія              | 0      | 1      | 0      | 1       |
| 23                  | Люксембург          | 0      | 0      | 1      | 1       |
| Загалом (23 збірні) | Загалом (23 збірні) | 28     | 26     | 27     | 81      |

## Відео
- Відеозвіт (День 1) на YouTube (англ.)
- Відеозвіт (День 2) на YouTube (англ.)
- Відеозвіт (День 3) на YouTube (англ.)
- Відеозвіт (День 4) на YouTube (англ.)
- Фінальні змагання зі стрибків у висоту серед чоловіків на YouTube-каналі Суспільне Спорт
- Фінальні змагання зі стрибків у висоту серед жінок на YouTube-каналі Суспільне Спорт

## Виступ українців
Україна на чемпіонаті була представлена командою у складі 18 спортсменів (7 чоловіків та 11 жінок), проте взяло участь у змаганнях сімнадцятеро — киянка Яна Гладійчук не змогла вийти на старт кваліфікаційних змагань зі стрибків з жердиною через проблеми зі здоров'ям.
| Чоловіки (7) | Чоловіки (7)        | Чоловіки (7) | Чоловіки (7)        |
| Місце        | Атлет               | Дисципліна   | Результат           |
| ------------ | ------------------- | ------------ | ------------------- |
| 1            | Олег Дорощук        | висота       | 2,34 PB             |
|              | Дмитро Нікітін      | висота       | 2,26                |
|              | Артем Левченко      | ядро         | 19,72 (20,25 PB)[a] |
| заб          | Олександр Погорілко | 400 м        | 46,32 NIR           |
| кв           | Вадим Кравчук       | висота       | 2,18                |
| кв           | Данило Дубина       | довжина      | 7,67                |
| кв           | Владислав Шепелєв   | потрійний    | 15,94               |

| Жінки (10) | Жінки (10)        | Жінки (10)   | Жінки (10) |
| Місце      | Атлетка           | Дисципліна   | Результат  |
| ---------- | ----------------- | ------------ | ---------- |
| 1          | Ярослава Магучіх  | висота       | 1,99       |
|            | Юлія Лобан        | п'ятиборство | 4277 SB    |
| заб        | Діана Гончаренко  | 60 м         | 7,48       |
| заб        | Тетяна Мельник    | 400 м        | DQ[b]      |
| заб        | Анна Плотіцина    | 60 м з/б     | 8,24       |
| кв         | Марія Сіней       | потрійний    | 13,56      |
| кв         | Ольга Корсун      | потрійний    | 13,39      |
| кв         | Анна Красуцька    | потрійний    | 13,19      |
| кв         | Катерина Табашник | висота       | 1,85       |
| кв         | Юлія Чумаченко    | висота       | 1,80       |